# Jan Mládek
Jan Mládek (* 1. června 1960 Jindřichův Hradec) je český ekonom a politik, od ledna 2014 do února 2017 ministr průmyslu a obchodu ČR, v letech 2005 až 2006 ministr zemědělství ČR, v letech 2002 až 2005 a opět 2013 až 2017 poslanec Poslanecké sněmovny PČR, bývalý člen České strany sociálně demokratické.

## Biografie
Vychodil základní školu v Dráchově a Veselí nad Lužnicí. Gymnázium absolvoval v Soběslavi v letech 1975–1979. Následně v letech 1979–1983 vystudoval VŠE v Praze. Potom v letech 1985–90 studoval v Prognostickém ústavu ČSAV, kde v dubnu 1990 získal titul kandidát věd a kde byl v 2. polovině 80. let pracovníkem a interním aspirantem. Kromě toho studoval po dva roky (1987–1989) Matematicko-fyzikální fakultu Univerzity Karlovy.
Je potřetí ženatý, má pět dětí. Žije v obci Dráchov. Sám se pyšní přezdívkou Velký Medvěd nebo Velká kapsa. Před listopadem 1989 byl členem KSČ (1986–1989). Od roku 1995 byl členem České strany sociálně demokratické.
V roce 1991 působil jako asistent na katedře ekonomie Fakulty sociálních věd Univerzity Karlovy. V letech 1991–1992 pracoval na postu poradce a později náměstka federálního ministra hospodářství a v období let 1992–1995 jako externí poradce ministra průmyslu a obchodu. V letech 1992–1998 byl vedoucím Českého týmu, Privatizační projekt Středoevropská univerzita (studium transformace a privatizace postkomunistických zemí střední a východní Evropy). Mezitím v letech 1994–1998 a opět v letech 2001–2002 působil jako ředitel Českého institutu aplikované ekonomie. V období let 1998–1999 zastával funkci náměstka místopředsedy vlády pro hospodářskou politiku a od roku 1999 do května 2001 byl prvním náměstkem ministra financí. V letech 1999–2001 byl viceguvernérem Mezinárodního měnového fondu za Českou republiku.
Ve volbách v roce 2002 byl zvolen do poslanecké sněmovny za Českou stranu sociálně demokratickou (volební obvod Jihočeský kraj). Byl členem sněmovního rozpočtového výboru a v letech 2002–2004 i výboru zahraničního. Ve sněmovně setrval do prosince 2005, kdy rezignoval na mandát. Již v letech 2004–2005 působil jako ekonomický poradce předsedy vlády a následně se stal přímo členem vládního kabinetu. V listopadu 2005 byl totiž jmenován ministrem zemědělství ve vládě Jiřího Paroubka. Na postu setrval do konce funkčního období vlády, tedy do srpna 2006.
V ČSSD byl aktivní coby předseda stranické Národohospodářské komise. V letech 2008–2009 byl ředitelem Masarykovy dělnické akademie. V říjnu 2006 se opět stal ředitelem Českého institutu aplikované ekonomie. Do počátku roku 2014 byl předsedou FONTES RERUM, družstva pro ekonomická, politická a sociální studia. Zastával post stínového ministra financí ČSSD.
V senátních volbách roku 2010 kandidoval do horní komory parlamentu za obvod č. 13 – Tábor, ale v obou kolech jej porazil dosavadní senátor Pavel Eybert. V lednu 2014 se stal kandidátem ČSSD na post ministra průmyslu a obchodu ve vládě Bohuslava Sobotky. Dne 29. ledna 2014 byl do této funkce jmenován.
Ve volbách do Senátu PČR v roce 2016 kandidoval za ČSSD v obvodu č. 13 – Tábor. V únoru 2016 uvedl, že kdyby neuspěl, zváží rezignaci na pozici ministra. Se ziskem 17,60 % hlasů postoupil z druhého místa do druhého kola, v němž prohrál poměrem hlasů 40,16 % : 59,83 % s kandidátem hnutí ANO 2011 Jaroslavem Větrovským. Senátorem se tak nestal. V průběhu konání 2. kola senátních voleb jej nazval vicepremiér Andrej Babiš „politickým parazitem“, Mládek pak označil Babiše za „šíbra, který nezná slušnost“.
Ve volbách do Poslanecké sněmovny PČR v roce 2017 obhajoval svůj poslanecký mandát za ČSSD v Jihočeském kraji, ale neuspěl.
Týden po sjezdu ČSSD, na němž v dubnu 2021 obhájil post předsedy strany Jan Hamáček, vystoupil ze sociální demokracie. Strana podle něj ztratila sebereflexi, navíc byla součástí druhé vlády Andreje Babiše, která dle jeho názoru neprospívala zemi.

## Ministr průmyslu a obchodu

### Státní energetická koncepce a těžební limity
Za působení Jana Mládka na Ministerstvu průmyslu a obchodu byla poprvé od roku 2004 aktualizována Státní energetická koncepce. Plánuje vývoj tuzemské energetiky na příštích 25 let. Počítá především s rozvojem jaderné energetiky a obnovitelných zdrojů.
Mládek v lednu 2015 představil své návrhy na prolomení limitů těžby uhlí. V rámci jedné z variant tzv. malého prolomení na lomu ČSA by muselo být zbouráno asi 170 domů v městě Horní Jiřetín, ale proti návrhu se vyjádřili představitelé měst Litvínov i Horní Jiřetín.
Jednou z navrhovaných variant bylo i úplné prolomení limitů včetně bourání celých obcí. Hora Svaté Kateřiny na takové úvahy reagovala s tím, že by se v takovém případě raději připojila k Německu.
O limitech nakonec vláda rozhodla v říjnu 2015 a prolomila po 24 letech územní limity těžby hnědého uhlí v Ústeckém kraji. V souladu s doporučením Jana Mládka došlo k prolomení limitů na dole Bílina se zásobami asi 150 milionů tun uhlí, kde další těžba neměla znamenat bourání lidských obydlí. Naopak limity na dole ČSA, jejichž zrušení by znamenalo likvidaci zástavby v Horním Jiřetíně a Černicích, prolomeny nebyly. Hnědé uhlí z dolu Bílina mělo být určeno pouze pro potřeby českého teplárenství.
Výsledné vládní rozhodnutí o limitech bylo kompromisem mezi koncepcí ministr Mládka a ministra životního prostředí Richarda Brabce z hnutí ANO, které prosadilo, že rozšířený důl Bílina se nepřiblíží na více než 500 metrů k zástavbě. Rozhodnutí kabinetu přivítali zástupci hornických odborů, proti se vyjádřili environmentalisté.

### Těžba uranu
Aktivity ministra Mládka směřující k přípravě otevření uranového dolu u Brzkova mezi Polnou a Přibyslaví vyvolaly odpor mezi některými obyvateli Vysočiny. Spolek Naše budoucnost bez uranu a starostové obcí Přibyslav, Polná, Brzkov a Věžnice podepsali memorandum proti snahám obnovit průzkumné práce nebo přímo těžbu uranové rudy v okolí Brzkova. Dále 1 700 místních obyvatel podepsalo petici „Ne těžba uranu na Vysočině“, kterou obdržel premiér Bohuslav Sobotka.
Za prosazování těžby uranu a dostavby jaderné elektrárny Temelín získal Mládek v roce 2015 anticenu Ropák roku.

### Další aktivity
Jan Mládek zavedl Medaili Jiřího z Kunštátu a Poděbrad pro významné osobností z oborů souvisejících s gescí ministerstva. Je udělována ministrem na návrh speciálního výboru tvořeného osobnostmi českého průmyslu, techniky, výzkumu, vědy i školství. Do konce roku 2015 získali tuto medaili zhruba dvě desítky jedinců včetně evropského komisaře Günthera Oettingera, architektky Evy Jiřičné nebo korejského velvyslance Hayong Moona.
V roce 2015 během působení Jana Mládka Ministerstvo průmyslu a obchodu iniciovalo projekt spotřebitelského vzdělávání studentů středních škol, které má sestávat z přednášek specialistů České obchodní inspekce.

### Spor o mobilní operátory, konec ve funkci ministra
Dne 20. února 2017 oznámil premiér Bohuslav Sobotka, že navrhne prezidentu Miloši Zemanovi, aby Mládka ke konci února 2017 odvolal z funkce ministra. Sobotka uvedl, že důvodem byla jeho dlouhodobá nespokojenost s chodem Ministerstva průmyslu a obchodu ČR – zejména se jednalo o přístup k mobilním operátorům a některé výroky zaznívající z ministerstva, které urážely veřejnost. Mládek kritiku odmítl. Prezident Zeman návrh na odvolání ministra Mládka později přijal s tím, že dočasně povede ministerstvo sám premiér Sobotka.
Sám Mládek se domníval, že situace na trhu mobilních operátorů byla pouze záminka k jeho odvolání, podle jeho názoru skutečným důvodem mohla být jeho neochota poskytnout zájemci o koupi Škody Transportationi čínské společnosti Railway Rolling Stock Corporation garanci, že privatizace Škody Transportationi proběhla nezpochybnitelným způsobem.

## Kontroverze

### Prověrka NBÚ
V roce 2001 požádal Národní bezpečnostní úřad o prověrku na stupeň „tajné“, ten mu ale prověrku na tento stupeň odmítl udělit (získal pouze nejnižší stupeň „vyhrazené“). Dle komentátora Aktuálně.cz, Martina Fendrycha, žádal o bezpečnostní prověrku dokonce dvakrát, avšak neúspěšně. Je považován za prorusky orientovaného českého politika, který je stoupencem posilování česko-ruských obchodních vztahů.

### Majetkové poměry
Podle zjištění Centra nezávislé investigace Mládek s manželkou v roce 2006 koupili luxusní byt s pozemkem v Praze za téměř 8 milionů korun od firmy Leonardo Investments. Firma má neprůhlednou strukturu a nelze ověřit, jestli Mládek peníze zaplatil nebo jestli je za obchod někomu zavázán. Mládek tvrdí, „mám svědomí zcela čisté, rozhodně nejsem ve střetu zájmů“.

## Obchodní, řídící a správní aktivity
Podle výpisu z obchodního rejstříku:
- od února 1994 jednatel a společník Český institut aplikované ekonomie s.r.o.
- od října 1999 do srpna 2000 předseda představenstva Exportní garanční a pojišťovací společnost a.s.
- od ledna 2000 do září 2000 předseda představenstva Česká exportní banka a.s., ČEB a.s.
- od února 2000 do července 2002 člen dozorčí rady Královopolská a.s.
- od února 2002 do listopadu 2005 předseda představenstva Fontes rerum, družstvo pro ekonomická, politická a sociální studia
- od listopadu 2004 do listopadu 2005 člen dozorčí rady PPP Centrum a.s. (Kras a.s.)

Organizace přímo související s osobou Jan Mládek jsou PPP Centrum a.s., Revitalizační agentura, a.s. v likvidaci, Exportní garanční a pojišťovací společnost,a.s., KRÁLOVOPOLSKÁ, a.s., Podpůrný a garanční rolnický a lesnický fond, a.s., Český Institut Aplikované Ekonomie s.r.o., Česká exportní banka, a.s..